# Гей, Джон
Джон Гей (англ. John Gay; 30 июня 1685, Барнстапл, Девоншир — 4 декабря 1732, Лондон) — английский поэт и драматург, автор басен, песен, пасторалей и комедий. Секретарь клуба Мартина Писаки.

## Биография
Юные годы провёл вдали от Лондона, в родном городе. Начинал помощником столичного торговца тканями. Сочинение «Современное состояние умов» (1711) доставило ему знакомство и покровительство наиболее уважаемых литераторов, включая А. Поупа, Дж. Свифта и У. Конгрива. 
В 1712—1714 годах секретарь герцогини Монмут и лорда Кларендона. 
Ироикомическая поэма «Опахало» (1713) ввела Гея в число первых стихотворцев Англии. В сочинении «Искусство гуляния по улицам Лондона» представил развёрнутое поэтическое соответствие циклам сатирических гравюр Хогарта. До конца жизни Гей пользовался милостями своих высокопоставленных покровителей, у которых служил секретарём либо гувернёром. Похоронен в Уголке поэтов Вестминстерского аббатства.

## Творчество
Первым из английских поэтов писал басни в стихах. Одним из первых работал в жанре анакреонтической поэзии. Своими произведениями сильно подорвал позиции господствовавшей в его время итальянской оперы, бросив вызов её напыщенному стилю и экзотичности своей «Оперой нищего» (The Beggar’s Opera) на музыку И. К. Пепуша и других композиторов, которая выдержала подряд 62 представления. Позднее сюжет «Оперы нищего» был использован Бертольтом Брехтом в его пьесе «Трёхгрошовая опера». Фильм «Опера нищих» с Лоренсом Оливье поставил в 1953 году Питер Брук.